# Unité urbaine de Genève (SUI)-Annemasse (partie française)
L'unité urbaine de Genève (SUI)-Annemasse (partie française) est la partie française de l'unité urbaine internationale dont le cœur est la ville suisse de Genève. Cette partie française a une ville-centre, Annemasse. Elle s'étend en Haute-Savoie, au sud-est de Genève (28 communes) et dans l'Ain (6 communes), au nord-ouest. Elle se caractérise par une forte progression démographique.

## Données générales
L'unité urbaine de Genève (SUI) - Annemasse (partie française) regroupait 21 communes dans ses délimitations de 1990 et 1999 sur une superficie de 178,5 km2, représentant une population sans double compte de 106 613 habitants en 1999. 
Dans le zonage de 2010, elle est composée de 34 communes : 6 dans le département de l'Ain et 28 dans celui de la Haute-Savoie. Les 13 communes nouvellement rattachées à l'unité urbaine dans la délimitation de 2010 sont toutes situées en Haute-Savoie.
Dans le nouveau zonage réalisé en 2020, l'unité urbaine est composée de 35 communes. Trois communes du zonage de 2010, Juvigny, Machilly et Saint-Cergues, constituent désormais une unité urbaine indépendante, l'unité urbaine de Saint-Cergues. À contrario, les communes de Peillonnex, Saint-Jean-de-Tholome, Ville-en-Sallaz et Viuz-en-Sallaz, qui constituaient l'unité urbaine de Viuz-en-Sallaz, sont maintenant intégrées à l'unité urbaine. Le 2 avril 2024, le périmètre est rectifié par le retrait de Boëge de l'unité urbaine et celle-ci compte alors 34 communes.
Les communes de l'unité urbaine de Genève (SUI)-Annemasse (partie française) sont toutes situées dans la région Auvergne-Rhône-Alpes, à proximité de la frontière entre la France et la Suisse. Si la ville-centre de la partie française de l'unité urbaine est la commune d'Annemasse, c'est bien Genève qui est au cœur de l'agglomération. Ainsi, 58,8 % de la population active résidente travaille en dehors de l'unité urbaine.
En 2022, l'unité urbaine de Genève (SUI)-Annemasse (partie française) rassemble 197 150 habitants, ce qui la place au 6e rang au sein de la région Auvergne-Rhône-Alpes, se situant après l'unité urbaine de Chambéry (5e rang régional) et avant celle d'Annecy (7e rang régional). Au niveau national, elle occupe le 38e rang. Dans le département de la Haute-Savoie, avec 148 417 habitants en 2022, elle se situe au 2e rang, après l'unité urbaine d'Annecy (184 530 habitants).
La partie suisse de l'agglomération genevoise étant peuplée de 570 222 habitants au 1er janvier 2015, l'agglomération transfrontalière avait 748 630 habitants à cette date.

Agglomérations de plus de 100000 habitants en France en 2022.

Le tableau suivant détaille la répartition de l'unité urbaine sur les départements de l'Ain et de la Haute-Savoie en 2022 (les pourcentages sont relatifs à chacun des départements) :
| Département  | Communes | Communes (%) | Superficie (km²) | Superficie (%) | Population (2022) | Population (%) |
| ------------ | -------- | ------------ | ---------------- | -------------- | ----------------- | -------------- |
| Ain          | 6        | 1,53         | 70,65            | 1,23           | 48 733            | 7,26           |
| Haute-Savoie | 28       | 10,04        | 244,28           | 5,57           | 148 417           | 17,47          |

## Composition 2020 de l'unité urbaine
Elle est composée des trente-quatre communes suivantes :
| Nom                      | Code Insee | Département  | Statut       | Superficie (km2) | Population (dernière pop. légale) | Densité (hab./km2) | Modifier                                    |
| ------------------------ | ---------- | ------------ | ------------ | ---------------- | --------------------------------- | ------------------ | ------------------------------------------- |
| Annemasse (ville-centre) | 74012      | Haute-Savoie | ville-centre | 4,98             | 37 595 (2022)                     | 7 549              | modifier les données · modifier les données |
| Ambilly                  | 74008      | Haute-Savoie | banlieue     | 1,25             | 6 269 (2022)                      | 5 015              | modifier les données · modifier les données |
| Archamps                 | 74016      | Haute-Savoie | banlieue     | 10,69            | 2 458 (2022)                      | 230                | modifier les données · modifier les données |
| Arthaz-Pont-Notre-Dame   | 74021      | Haute-Savoie | banlieue     | 5,96             | 1 670 (2022)                      | 280                | modifier les données · modifier les données |
| Bonne                    | 74040      | Haute-Savoie | banlieue     | 8,58             | 3 268 (2022)                      | 381                | modifier les données · modifier les données |
| Bossey                   | 74044      | Haute-Savoie | banlieue     | 3,88             | 947 (2022)                        | 244                | modifier les données · modifier les données |
| Collonges-sous-Salève    | 74082      | Haute-Savoie | banlieue     | 6,13             | 3 876 (2022)                      | 632                | modifier les données · modifier les données |
| Contamine-sur-Arve       | 74087      | Haute-Savoie | banlieue     | 6,92             | 2 374 (2022)                      | 343                | modifier les données · modifier les données |
| Cranves-Sales            | 74094      | Haute-Savoie | banlieue     | 13,61            | 7 476 (2022)                      | 549                | modifier les données · modifier les données |
| Étrembières              | 74118      | Haute-Savoie | banlieue     | 5,43             | 2 624 (2022)                      | 483                | modifier les données · modifier les données |
| Faucigny                 | 74122      | Haute-Savoie | banlieue     | 4,91             | 655 (2022)                        | 133                | modifier les données · modifier les données |
| Ferney-Voltaire          | 01160      | Ain          | banlieue     | 4,78             | 11 530 (2022)                     | 2 412              | modifier les données · modifier les données |
| Fillinges                | 74128      | Haute-Savoie | banlieue     | 11,67            | 3 550 (2022)                      | 304                | modifier les données · modifier les données |
| Gaillard                 | 74133      | Haute-Savoie | banlieue     | 4,02             | 11 054 (2022)                     | 2 750              | modifier les données · modifier les données |
| Lucinges                 | 74153      | Haute-Savoie | banlieue     | 7,69             | 1 709 (2022)                      | 222                | modifier les données · modifier les données |
| Marcellaz                | 74162      | Haute-Savoie | banlieue     | 4,17             | 1 072 (2022)                      | 257                | modifier les données · modifier les données |
| Monnetier-Mornex         | 74185      | Haute-Savoie | banlieue     | 11,40            | 2 333 (2022)                      | 205                | modifier les données · modifier les données |
| Nangy                    | 74197      | Haute-Savoie | banlieue     | 4,35             | 1 708 (2022)                      | 393                | modifier les données · modifier les données |
| Neydens                  | 74201      | Haute-Savoie | banlieue     | 6,96             | 2 227 (2022)                      | 320                | modifier les données · modifier les données |
| Ornex                    | 01281      | Ain          | banlieue     | 5,64             | 4 903 (2022)                      | 869                | modifier les données · modifier les données |
| Peillonnex               | 74209      | Haute-Savoie | banlieue     | 6,40             | 1 363 (2022)                      | 213                | modifier les données · modifier les données |
| Pers-Jussy               | 74211      | Haute-Savoie | banlieue     | 18,68            | 3 207 (2022)                      | 172                | modifier les données · modifier les données |
| Prévessin-Moëns          | 01313      | Ain          | banlieue     | 12,07            | 9 081 (2022)                      | 752                | modifier les données · modifier les données |
| Reignier-Ésery           | 74220      | Haute-Savoie | banlieue     | 25,08            | 8 112 (2022)                      | 323                | modifier les données · modifier les données |
| Saint-André-de-Boëge     | 74226      | Haute-Savoie | banlieue     | 12,60            | 594 (2022)                        | 47                 | modifier les données · modifier les données |
| Saint-Genis-Pouilly      | 01354      | Ain          | banlieue     | 9,77             | 14 584 (2022)                     | 1 493              | modifier les données · modifier les données |
| Saint-Jean-de-Tholome    | 74240      | Haute-Savoie | banlieue     | 12,37            | 1 157 (2022)                      | 94                 | modifier les données · modifier les données |
| Saint-Julien-en-Genevois | 74243      | Haute-Savoie | banlieue     | 10,59            | 15 925 (2022)                     | 1 504              | modifier les données · modifier les données |
| Sergy                    | 01401      | Ain          | banlieue     | 9,46             | 2 279 (2022)                      | 241                | modifier les données · modifier les données |
| Thoiry                   | 01419      | Ain          | banlieue     | 28,93            | 6 356 (2022)                      | 220                | modifier les données · modifier les données |
| Vétraz-Monthoux          | 74298      | Haute-Savoie | banlieue     | 7,11             | 10 412 (2022)                     | 1 464              | modifier les données · modifier les données |
| Ville-en-Sallaz          | 74304      | Haute-Savoie | banlieue     | 3,37             | 918 (2022)                        | 272                | modifier les données · modifier les données |
| Ville-la-Grand           | 74305      | Haute-Savoie | banlieue     | 4,49             | 9 196 (2022)                      | 2 048              | modifier les données · modifier les données |
| Viuz-en-Sallaz           | 74311      | Haute-Savoie | banlieue     | 20,99            | 4 668 (2022)                      | 222                | modifier les données · modifier les données |

## Évolution démographique
| 1968   | 1975   | 1982   | 1990    | 1999    | 2006    | 2011    | 2016    | 2022    |
| ------ | ------ | ------ | ------- | ------- | ------- | ------- | ------- | ------- |
| 65 210 | 89 481 | 99 463 | 116 312 | 127 609 | 142 768 | 161 761 | 180 775 | 197 150 |

#### Données générales
- Unité urbaine en France
- Aire d'attraction d'une ville
- Liste des unités urbaines de France

#### Données démographiques en rapport avec l'unité urbaine de Genève (SUI)-Annemasse (partie française)
- Aire d'attraction de Genève - Annemasse (partie française)
- Annemasse
- Ferney-Voltaire
- Grand Genève
- Arrondissement de Bonneville
- Arrondissement de Gex
- Arrondissement de Saint-Julien-en-Genevois
- Arrondissement de Thonon-les-Bains
- Genève

#### Données démographiques en rapport avec l'Ain et la Haute-Savoie
- Démographie de l'Ain
- Démographie de la Haute-Savoie
- Unités urbaines dans l'Ain